# Confédération asiatique de cyclisme
La Confédération asiatique de cyclisme (en anglais : Asian Cycling Confederation) est l'une des cinq confédérations continentales membres de l'Union cycliste internationale. Fondée en 1962, elle regroupe les fédérations nationales de 38 pays. Son siège est situé à Séoul, en Corée du Sud. Elle organise les championnats d'Asie des différentes disciplines cyclistes.